# Найкраща акторка другого плану (премія Макс)
Премія Max за найкращу жіночу роль другого плану — театральна нагорода Іспанії, що вручається найкращій акторці за виконання ролі другого плану.

## Переможці
- Наталія Дісента (1998)
- Алісія Ерміда (1999)
- Хульєта Серрано  (2000)
- Монсеррат Карулья (2001)
- Алісія Санчес (2002)
- Мару Вальдівьєсо (2003)
- Бланка Портільйо (2004)
- Анхельс Бассас (2005)
- Кармен дель Вальє (2006)
- Хульєта Серрано (2007)
- Глорія Муньйос (2008)
- Ноелія Ното (2009)
- Кармен Мачі (2010)
- Мануела Пасо (2011)
- Кармен Мачі (2012)
- Асунсьйон Балагер (2013)
- Емма Віларасау (2014)
- Сусі Санчес (2015)
- Хульєта Серрано (2016)
- Айноа Сантамарія (2017)